# Assan Bazayev
Assan Toleguenovitch Bazaïev - en russe : Асан Толегенович Базаев et en anglais : Asan Bazayev -, né le 22 février 1981 à Almaty, est un coureur cycliste kazakh. Professionnel de 2004 à 2013, il a notamment été membre des équipes Liberty Seguros et Astana.

## Carrière
Assan Bazayev a notamment été champion du Kazakhstan sur route en 2008 et huitième du championnat du monde sur route en 2010. Il a été équipier d'Alexandre Vinokourov lors de sa victoire au Tour d'Espagne 2006 et d'Alberto Contador lorsqu'il a remporté les Tours d'Italie et d'Espagne 2008. 
En juin 2009, il est suspendu par son équipe (Astana) pendant quinze jours après avoir omis de compléter ses informations de localisation destinées à l'UCI pour la deuxième fois. En conséquence, il n'est pas au départ du Tour de Suisse 2009.
Bazayev arrête sa carrière en fin de saison 2013.

## Palmarès et classements mondiaux

### Palmarès
- 2003
  - 19e et 20e étapes du Tour des Amériques
  - 2e étape de la Cinturón a Mallorca
  - 1re étape du Grand Prix Guillaume Tell
  - 4e étape du Tour de Bulgarie
  - 3e du Grand Prix Criquielion
- 2004
  -  Champion d'Asie du contre-la-montre
  - Classement général du Tour de Grèce
- 2005
  - 3e du Tour de l'Avenir
  - 3e du Championnat des Flandres
- 2006
  - 1re étape du Tour d'Allemagne
- 2008
  -  Champion du Kazakhstan sur route
- 2010
  - 2e du championnat du Kazakhstan sur route
  - 8e du championnat du monde sur route
- 2012
  -  Champion du Kazakhstan sur route

### Résultats sur les grands tours

#### Tour de France
1 participation
- 2013 : 168e

#### Tour d'Italie
2 participations
- 2007 : 98e
- 2008 : 97e

#### Tour d'Espagne
5 participations
- 2006 : 98e
- 2008 : 130e
- 2009 : 130e
- 2010 : 83e
- 2012 : abandon (20e étape)

### Classements mondiaux
| Année                  | 2005 | 2006 | 2007 | 2008 | 2009 | 2010 | 2011 | 2012 | 2013 |
| ---------------------- | ---- | ---- | ---- | ---- | ---- | ---- | ---- | ---- | ---- |
| Classement ProTour     |      | 179e | 218e |      |      |      |      |      |      |
| Calendrier mondial UCI |      |      |      |      | 229e |      |      |      |      |
| UCI World Tour         |      |      |      |      |      |      |      | 195e | nc   |
| UCI Africa Tour        | 15e  |      |      |      |      |      |      |      |      |
| UCI Europe Tour        | 166e |      |      |      |      |      |      |      |      |